# Плеске, Эдуард Людвигович
Эдуард Людвигович Плеске (нем. Eduard Ludwig Pleske; 1817—1873) — российский военный деятель, генерал-майор.

## Биография
Родился 29 декабря 1817 (10 января 1818) года в семье купца 3-й гильдии.
Учился с 1826 года в Петришуле. На службу поступил 25 ноября 1832 года — кондуктором в кондукторскую роту Николаевского инженерного училища. Произведён 9 января 1838 года в полевые инженер-прапорщики с оставлением в инженерном училище для продолжения курса наук в младшем офицерском классе и был 12 ноября, до окончания курса наук, выпущен в инженерный корпус; 30 ноября того же года он был назначен в Кронштадтскую инженерную команду, 30 июля 1841 года переведён в 1-й саперный батальон, 10 июня 1843 года произведён в подпоручики, а 6 мая 1844 года был переведён прапорщиком в лейб-гвардии сапёрный батальон, где служил до перевода 3 марта 1854 года в гвардейскую запасную сапёрную роту, получив 30 марта 1852 года чин до капитана.
В мае 1854 года удостоился выражения именного Высочайшего благоволения за произведенные Гвардейской запасной сапёрной ротой работы по устройству батарей в устьях реки Невы.
Был произведён 27 марта 1855 года в полковники и 29 апреля назначен командиром лейб-гвардии Сапёрного резервного полубатальона. Переведён 27 ноября 1858 года командиром 4-го сапёрного батальона, а 18 сентября 1859 года оставил строевую службу и перешёл на должность заседающего с правом голоса в Общем присутствии члена Санкт-Петербургской комиссариатской комиссии.
После образования в Петербургском военном округе Окружного интендантского управления, 25 октября 1864 года он был назначен чиновником особых поручений; в 1865 году стал членом приёмной комиссии со стороны интендантства. 23 июня 1867 года был произведён в генерал-майоры. Скончался 24 октября (5 ноября) 1873 года; похоронен на Смоленском лютеранском кладбище.
Был женат на Маргарет Оом (22.10.1822—27.11.1880), дочери Анны фёдоровны Оом. Их сыновья: Эдуард (1852—1904) и Фёдор (1858—1932). 12.11.1865 был пожалован в дворянское достоинство.